# Райков, Здравко
Здравко Райков (5 декабря 1927 — 30 июля 2006) — югославский футболист и тренер.

## Биография
Райков начал свою карьеру в «Войводина», с которой дебютировал в чемпионате Югославии в 1950 году. Нападающий хорошо зарекомендовал себя с командой в первом дивизионе и вскоре получил вызов в сборную Югославии. С национальной сборной он завоевал серебряную медаль Олимпийских игр 1952 года. Он также участвовал в чемпионате мира 1958 года, командой руководил Александар Тирнанич. Райков сыграл во всех трёх матчах группового этапа, в том числе забил гол в ворота Парагвая, матч завершился вничью 3:3. Однако в четвертьфинальном матче против Германии судьбу встречи решил единственный гол Хельмута Рана. Югославия покинула турнир, а Райков ушёл из сборной.
В 1962 году Райков с «Войводиной» занял второе место в чемпионате Югославии и затем переехал в Швейцарию, став игроком «Лозанны». Через год он перешёл в другой швейцарский клуб, «Биль-Бьенн», где играл до окончания карьеры в 1966 году. После этого он вернулся в «Войводину» уже в качестве тренера. В 1969 году он был назначен тренером сборной Ирана. В то же время он работал тренером тегеранского клуба «Эстегляль», с которым дважды выиграл национальный чемпионат. В 1978 году он один сезон тренировал «Сепахан».
В 1979 году Райков покинул Иран и стал тренером сборной Алжира. С алжирской национальной командой в дуэте с Махеддином Халефом он дошёл до финала Кубка африканских наций 1980 года, но проиграл там Нигерии. После этого он стал тренировать сборную единолично, но в 1981 году его заменило трио: Евгений Рогов, Мухамед Мухе и Рабах Саадан. Затем он отправился в Испанию, где тренировал клуб второго дивизиона, «Кордова». Позже он со своей женой Вайолет поселился в Келоуне, Канада. В 2006 году он умер в Мехико.